# アルセナル VG 90
アルセナル VG 90
- 用途：艦上戦闘機
- 製造者：アルスナル国営航空工廠
- 初飛行：1949年9月27日
- 生産数：2機
- 運用状況：試作のみ

アルセナル VG 90（Arsenal VG 90）は、1949年にフランスのアルスナル国営航空工廠で開発された艦上戦闘機である。試作段階まで進んだが、それ以上の開発はなされなかった。
本機はフランス海軍航空隊向けにSNCAC NC 1080とノール 2200に対抗して製作されたが、開発初期の段階での致命的な墜落により破壊された。最初の墜落は1950年5月25日の飛行中に降着装置の扉が引きちぎられて尾翼に当たったことが原因で引き起こされ、パイロットの（Pierre Decroo）は死亡した。1952年2月21日の2度目の墜落ではフラッター現象により機体後部が破壊されてパイロットの（Claude Dellys）の生命を奪った。Dellysの射出座席は不調で点火しなかった。当時試作3号機が製作中であったが、この重大事故により放棄された。
VG 90は、実験機のVG 70やVG 80と同様に全ての翼が後退翼の高翼機で、空気取り入れ口は胴体側面に取り付けられていた。

## 要目
諸元
- 乗員: 1
- 全長: 13.44 m （44.1 ft）
- 全高: 3.55 m （11.8 ft）
- 翼幅: 12.60 m（41.4 ft）
- 翼面積: 30.7 m2 （330 ft2）
- 空虚重量: 5,100 kg （11,250 lb）
- 運用時重量: 8,090 kg （17,840 lb）
- 動力: イスパノ・スイザ製 ロールス・ロイス ニーン ターボジェットエンジン、22.2 kN （5,000 lbf）  × 1

性能
- 最大速度: 920 km/h  570 mph
- 航続距離: 1,550 km  960 mls
- 実用上昇限度: 13.000 m （42,640 ft）
- 上昇率: 23 m/s （4,500 ft/min）

武装
- 固定武装: 3 × 30 mm 機関砲
- 爆弾: 500 kg (1,100 lb)